# Titelergänzende Klausel
Eine titelergänzende Klausel bezeichnet im Zwangsvollstreckungsrecht Deutschlands gemäß § 726 ZPO („Vollstreckbare Ausfertigung bei bedingten Leistungen“) eine Vollstreckungsklausel, für deren Erteilung eine weitere inhaltliche Prüfung erforderlich ist. § 726 ZPO stellt insofern eine Ausnahme von dem Grundsatz dar, dass eine materiell-rechtliche Prüfung im Zwangsvollstreckungsverfahren nicht mehr erfolgt. Voraussetzung ist, dass sich aus dem Titel selbst ergibt, dass eine weitere inhaltliche Prüfung vor der Klauselerteilung notwendig ist, beispielsweise weil dort die Vollstreckung von dem Eintritt einer aufschiebenden Bedingung oder von einem anderen Ereignis abhängig gemacht wird.
Die Prüfung erfolgt nach § 20 Nr. 12 RPflG durch den Rechtspfleger, wobei dieser durch Auslegung zu ermitteln hat, ob die Vollstreckbarkeit des Titels von durch den Gläubiger zu beweisenden Tatsachen abhängig ist. Gegen die Entscheidung des Rechtspflegers ist das Klauselerinnerungsverfahren nach § 732 ZPO statthaft.
Eine titelergänzende Klausel kann gemäß § 726 Abs. 1 ZPO nur erteilt werden, wenn der Beweis der Tatsache, also z. B. des Bedingungseintritts, durch eine öffentliche oder öffentlich beglaubigte Urkunde geführt wird. Ist dies nicht möglich, so kann keine titelergänzende Klausel erteilt werden, sondern es muss gemäß § 731 ZPO Klauselerteilungsklage erhoben werden.